# Hueso palatino
El hueso palatino es un hueso de la cara, par y compacto de forma irregular. Ocupa junto con los maxilares superiores (de los cuales parecen ser la continuación hacia atrás) la porción más posterior de la cara. Concurren a la formación de la bóveda palatina, de las fosas nasales, de la órbita y de la fosa ptérigomaxilar. Se compone fundamentalmente de dos porciones: una porción horizontal y una vertical, con dos caras y cuatro bordes cada una de ellas. 
Función: Este hueso sirve de caja de resonancia cuando hablamos y contribuyen a la formación de las fosas nasales

## Lámina Horizontal
- Cara superior: Es lisa y cóncava transversalmente, y completa posteriormente el suelo de las fosas nasales.
- Cara inferior: Es rugosa e irregular y constituye la parte más posterior de la bóveda palatina.
- Borde interno: Es rugoso y fínamente dentellado. Se une al homólogo del lado opuesto y forma, por el lado de las fosas nasales, un pequeño canal donde se aloja el vomer
- Borde externo: Se une a la lámina vertical
- Borde anterior: Es muy delgado. Se articula con el borde posterior de la apófisis palatina del maxilar superior.
- Borde posterior: Es libre y cóncavo. Constituye el límite de la fosa nasal correspondiente. Al unirse con el del lado opuesto, en el plano medio sagital se forma una pequeña espina denominada "espina nasal posterior".

## Lámina Vertical
- Cara medial: Forma parte de la pared externa de las fosas nasales. Presenta dos crestas ánteroposteriores: una superior llamada cresta turbinal superior, y una inferior, llamada cresta turbinal inferior. En ellas articula el cornete medio e inferior respectivamente.
- Cara lateral: Presenta una superficie rugosa anterior aplicada al maxilar superior. Una superficie rugosa posterior aplicada contra la apófisis pterigoides. Entre ambas superficies rugosas se encuentra un área lisa que constituye el fondo de la fosa pterigomaxilar. Hacia abajo se forma un canal vertical, el cual, al unirse con un canal análogo labrado en el maxilar superior, forma el conducto palatino posterior, por donde desciende a la bóveda palatina la arteria palatina superior o descendente.
- Borde anterior: Se superpone a la tuberosidad del maxilar. Presenta una pequeña apófisis o lámina sinusal que contribuye a cerrar (junto con el cornete inferior, el unguis y las masas laterales del etmoides) el orificio de entrada al seno maxilar.
- Borde posterior: Articulado con la cara interna de la apófisis pterigoides del esfenoides.
- Borde superior: Presenta dos apófisis: orbitaria y esfenoidal. Entre ellas una escotadura llamada esfenopalatina, que al cerrarse con el cuerpo del esfenoides forma el agujero esfenopalatino.
- Borde inferior: Se continua con la lámina horizontal. En la unión de éstas se encuentra una apófisis llamada apófisis piramidal. La cual posee 3 facetas: Una media (lisa) una interna y una externa, ambas rugosas.

## Estructura
El palatino está casi enteramente constituido por tejido compacto; únicamente la apófisis piramidal contiene tejido esponjoso.

## Articulaciones
El palatino se articula con seis huesos:
- el palatino del lado opuesto
- el maxilar superior
- el esfenoides
- el etmoides
- el cornete inferior
- el vómer

## Inserciones musculares
En el palatino se insertan seis músculos que son:
- Lámina horizontal
  - Músculo palatoestafilino
  - Músculo faringoestafilino
  - Músculo periestafilino externo
- Lámina vertical
  - Músculo constrictor superior de la faringe
  - Músculo pterigoideo interno
  - Músculo pterigoideo externo

## Imágenes adicionales

Animación del hueso palatino.